# Vassili Zatsarenny
Vassili Maksimovitch Zatsarenny (en russe : Василий Максимович Зацарённый), né le 30 janvier 1852 à Kostromskaïa dans le gouvernement de Kazan et décédé le 27 octobre 1919, es un amiral de la Marine impériale de Russie, il fut membre du Conseil de l'Amirauté. À bord du Pobeda, il prit part à la guerre russo-japonaise de 1904-1905.

## Carrière dans la Marine impériale de Russie
(mai 2009).

### Formation
Né dans une famille de militaire, il est inscrit dans le corps des cadets de la Marine le 16 septembre 1866 et entame son service dans la Marine impériale de Russie en 1867. De 1867 à 1870, il prend part chaque année à des expéditions de formation dans le golfe de Finlande et en mer Baltique. Le 11 avril 1870, Zatsarenny est promu garde-marine.
En 1870-1872, il prend part à des expéditions sur la frégate Peresvet, sur le Toungouz et le clipper Abrek.

### Carrière active
- 16 avril 1872 - Vassili Zatsarenny est promu adjudant.
- 1873-1875 - Il participe à des expéditions à bord de la frégate Amiral Greig et l’Amiral Tchichagov, le Vestnik et le Griden.
- 1er janvier 1876 - Vassili Maksimovitch Zatsarenny est élevé au grade de lieutenant de marine.
- 1876 - Il prit part à des expéditions sur le Tifon, le Peroun et le Volga.
- 19 septembre 1877 - Zatsarenny accompagne les bâtiments de guerre transférés de la flotte de la Baltique à la flotte de la mer Noire.
- 19 novembre 1877 - Vassili Maksimovitch Zatsarenny fut transféré dans la flotte de la mer Noire.
- 1877-1878 - Il prend part à la Guerre russo-turque.
- 1er avril 1878 au 9 septembre 1879 - À bord du Ptychka no 6, il surveille les côtes de la mer Noire au large du Caucase.
- 14 mai 1878 - En raison de sa conduite exemplaire lors de la Guerre russo-turque, Vassili Maksimovitch Zatsarenny est décoré de l'Ordre de Saint-Vladimir (4e classe).
- 8 septembre 1878 - Il reçoit son affectation pour le port de Kronstadt.
- 1880 - Il sert dans le golfe de Finlande.
- 1883 - Il reçoit le commandement du Dolphin.
- 13 novembre 1884 - En qualité d'officier, il sert à bord du Vestnik.
- 1er janvier 1887 - Vassili Maksimovitch Zatsarenny est promu capitaine 2e classe.
- 3 mai 1887 - Il est nommé commandant du Vyborg.
- 19 août 1888 - Nommé à la Commission chargée de déterminer l'origine de l'accident du yacht Zina.
- 11 février 1889 - Il est nommé inspecteur adjoint des mines et des travaux dans les ports.
- 26 février 1889 - En qualité d'officier supérieur il sert à bord de la corvette Askold.
- 17 juillet 1890 - Officier supérieur, il sert sur le Ne Tronya Menïa.
- 19 janvier 1891 - Officier supérieur sur le clipper Plastun.
- 11 juillet 1892 - Lors de l'épidémie de choléra à Bakou, il est envoyé en mission dans la flottille de la Caspienne afin de renforcer les troupes.
- 20 juin 1892 - Vassili Maksimovitch Zatsarenny est nommé commandant de la canonnière Sekira.
- 14 décembre 1892 - Il reçoit une nouvelle affectation pour le port de Kronstadt.
- 1893 - En service sur le Plastun.
- 10 août 1894 - Il commande le cuirassé de défense côtière le Sagittaire.
- 7 novembre 1894-1897 - Vassili Zatsarenny commande le cuirassé de défense côtière Amiral Lazarev.
- 16 mai au 24 août 1894 - Il est nommé commandant du 6e équipage.
- 6 décembre 1897 à 1898 - Il commande le cuirassé de défense côtière Amiral Greig.
- 6 décembre 1898 -  Zatsarenny est promu au grade de capitaine 1re classe.
- 13 décembre 1899 - Vassili Maksimovitch Zatsarenny est décoré de l'Ordre de Saint-Vladimir (4e classe).
- 6 décembre 1901 - Le commandement du Pobeda et du 19e équipage est confié à Vassili Maksimovitch Zatsarenny.
- 31 octobre 1902 - 21 avril 1903 - Commandant du Pobeda, il est transféré avec son cuirassé à Port-Arthur.

### Guerre russo-japonaise
En juin 1904, il souffre de la dengue et est temporairement relevé de son commandement. Il est remplacé par V.S. Sarnavsky mais reprend ses fonctions dès la fin juillet. Le 10 août 1904, il prend part à la bataille de la mer Jaune en tant que commandant du Pobeda. Il est capturé après la prise de Port-Arthur en 1905 et est détenu prisonnier par les Japonais. Il est libéré le 23 mai 1905 et peut rentrer en Russie.

### Fin de carrière
- 2 janvier 1906 - Il est nommé commandant et maire de la ville portuaire de Nikolaïev.
- 27 avril 1906 - Vassili Maksimovitch Zatsarenny fut élevé au grade de kontr-admiral.
- 20 octobre 1907 - Le contre-amiral fut nommé gouverneur intérimaire de la ville de Nikolaïev.
- 22 octobre 1909 - Vassili Maksimovitch Zatsarenny fut promu vitse-admiral et admis à siéger comme membre au sein du Conseil de l'Amirauté. À ce poste, il fut chargé de la construction navale, de la réparation des bâtiments de guerre, du renforcement de la flotte de la mer Noire.
- 14 avril 1913 - Il fut élevé au grade suprême d'amiral de la Marine Impériale de Russie.

## Distinctions
- 15 mai 1883 : Ordre de Saint-Stanislas (3e classe)
- 1er janvier 1888 : Ordre de Sainte-Anne (3e classe)
- 1er janvier 1892 : Ordre de Saint-Stanislas (2e classe)
- 6 décembre 1892 : Ordre de Sainte-Anne (2e classe)
- 22 septembre 1900 : Ordre de Saint-Vladimir (4e classe)
- 6 décembre 1902 : Ordre de Saint-Vladimir (3e classe)
- 22 mars 1903 : Ordre de Saint-Vladimir (3e classe - avec épées) pour son héroïque comportement lors de la bataille du 8 février et 9 février 1904
- 13 avril 1908 : Ordre de Saint-Stanislas (1re classe)
- 6 décembre 1913 : Ordre de Saint-Vladimir (2e classe)
- 12 août 1902 : Ordre de l'Aigle rouge (Ordre Prussien)
- 28 avril 1908 : Commandant de l'Ordre du Sauveur (Grec)

## Sources
- (ru) Cet article est partiellement ou en totalité issu de l’article de Wikipédia en russe intitulé « Зацарённый, Василий Максимович » (voir la liste des auteurs).